# Physical Review E
Physical Review E (abrégé en Phys. Rev. E) est une revue scientifique à comité de lecture qui publie des articles dans les domaines de la physique statistique et de la physique de la matière molle.
D'après le Journal Citation Reports, le facteur d'impact de ce journal était de 2,284 en 2018. Actuellement, les directeurs de publication sont Gary S. Grest et Margaret Malloy.

## Histoire
Au cours de son histoire, le journal a changé plusieurs fois de nom :
- Physical Review, 1893-1969  (ISSN 0031-899X)
- Physical Review A: General Physics, 1970-1992  (ISSN 0556-2791)
- Physical Review E: Statistical Physics, Plasmas, Fluids, and Related Interdisciplinary Topics, 1993-2000  (ISSN 1063-651X)
- Physical Review E: Statistical, Nonlinear, and Soft Matter Physics, depuis 2001  (ISSN 1539-3755)